# Герб Москви

Герб Москви — є символом міста Москви.

## Опис
Герб міста Москви являє собою чотирикутний, із закругленими нижніми кутами й загострений у краї темно-червоний геральдичний щит із зображенням розгорнутого вправо від глядача вершника — святого Юрія (Георгія) Переможця в срібних обладунках і блакитній мантії (плащі), на срібному коні зі срібною збруєю, що вражає золотим списом чорного Змія.
Як герб московського князя вершника-змієборця було утверджено під час правління Івана III.
У 1710-ті першим вершника на московському гербі назвав святим Георгієм Петро I.
Перший офіційний герб міста Москви було затверджено 20 грудня 1781 року.